# Anguloa clowesii
Anguloa clowesii är en orkidéart som beskrevs av John Lindley. Anguloa clowesii ingår i släktet Anguloa och familjen orkidéer. Inga underarter finns listade i Catalogue of Life.

## Bildgalleri

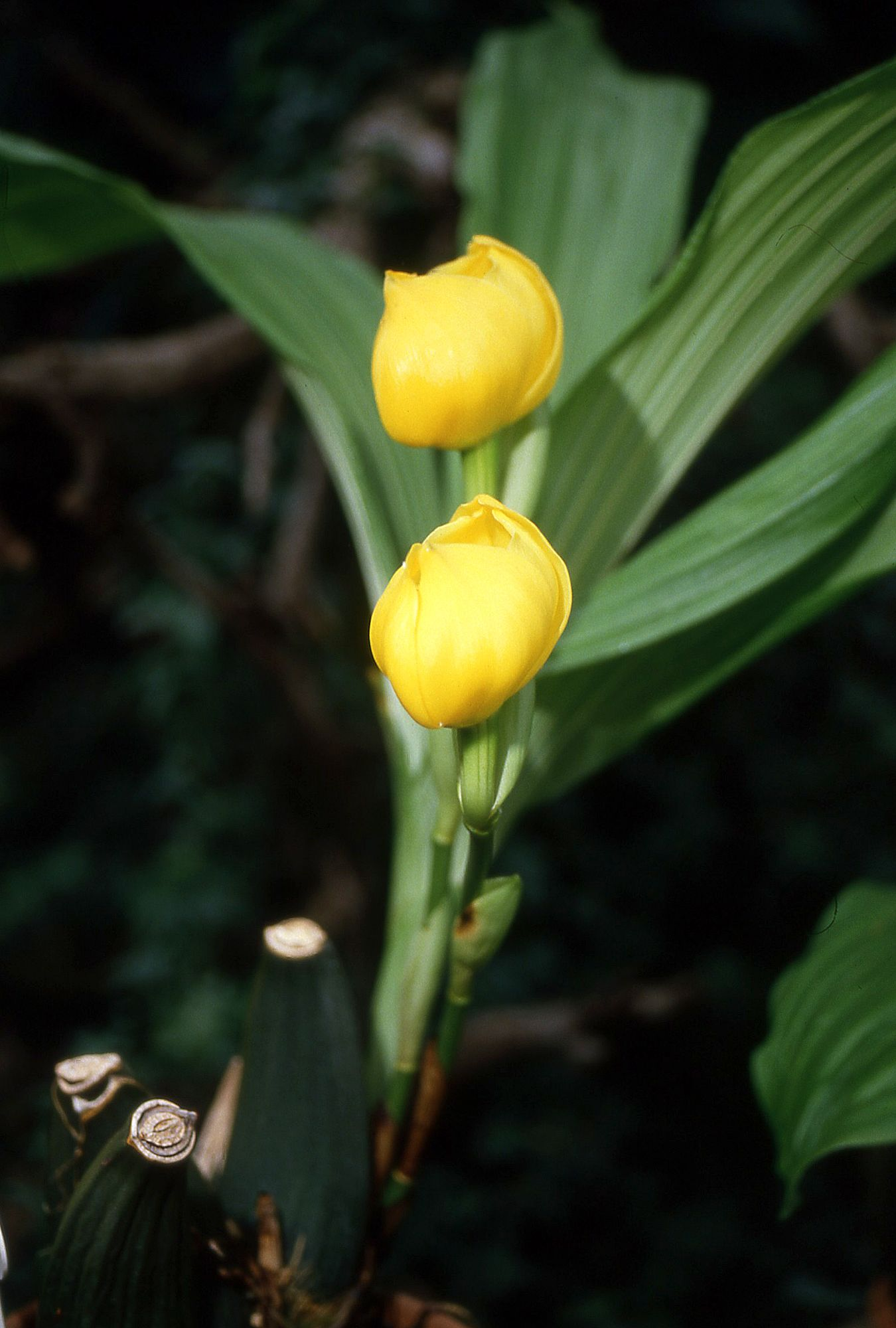
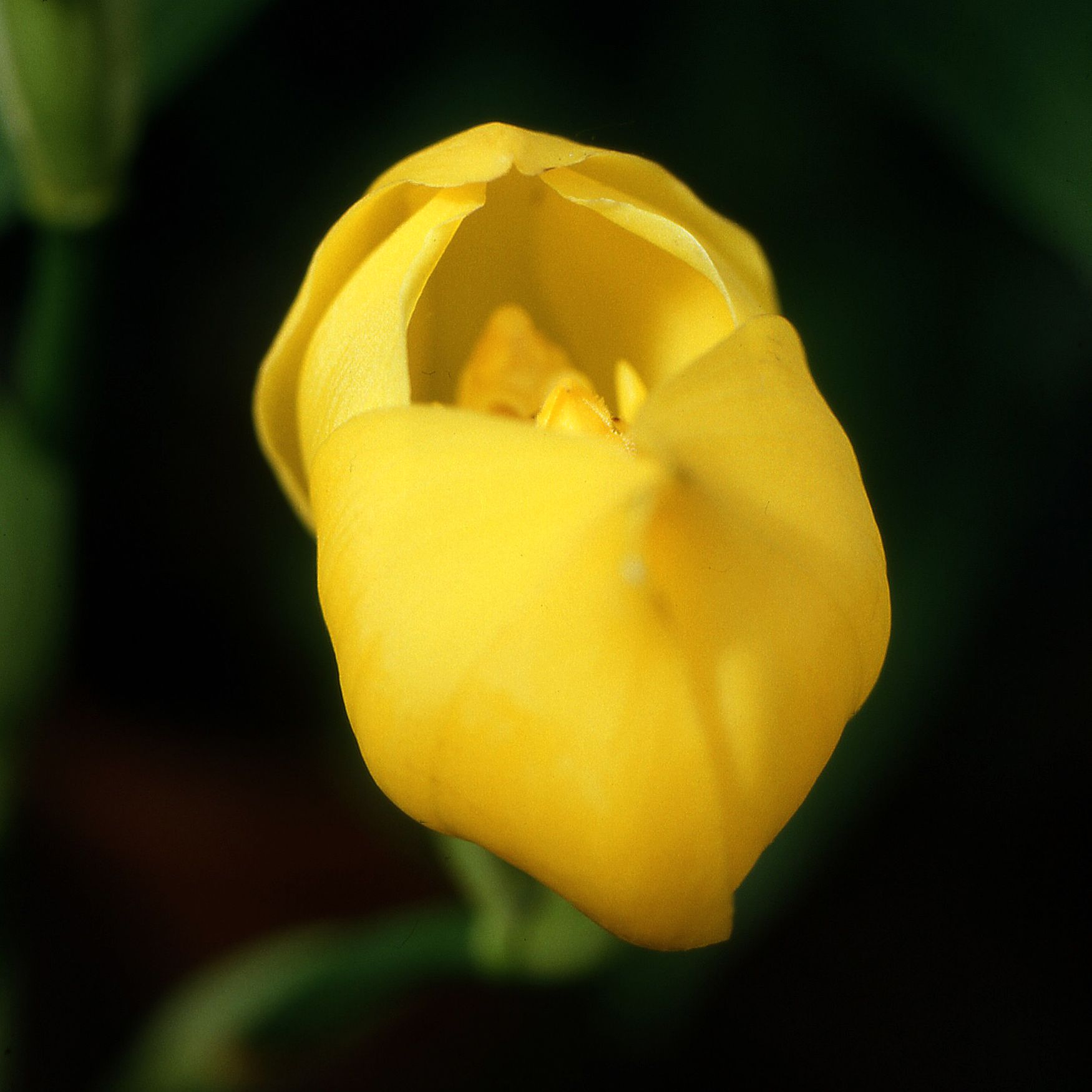
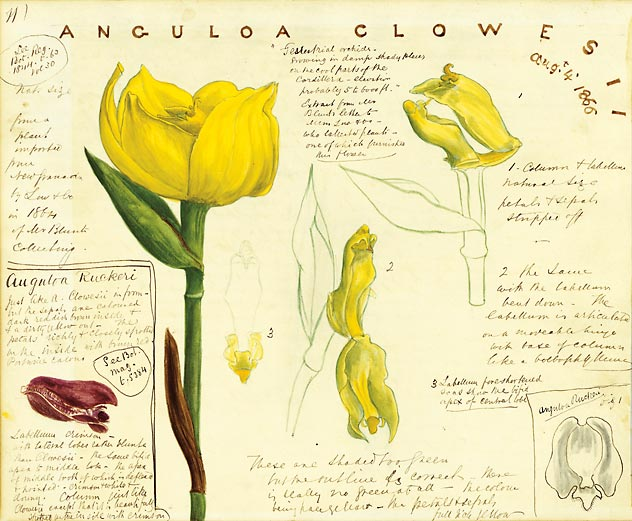
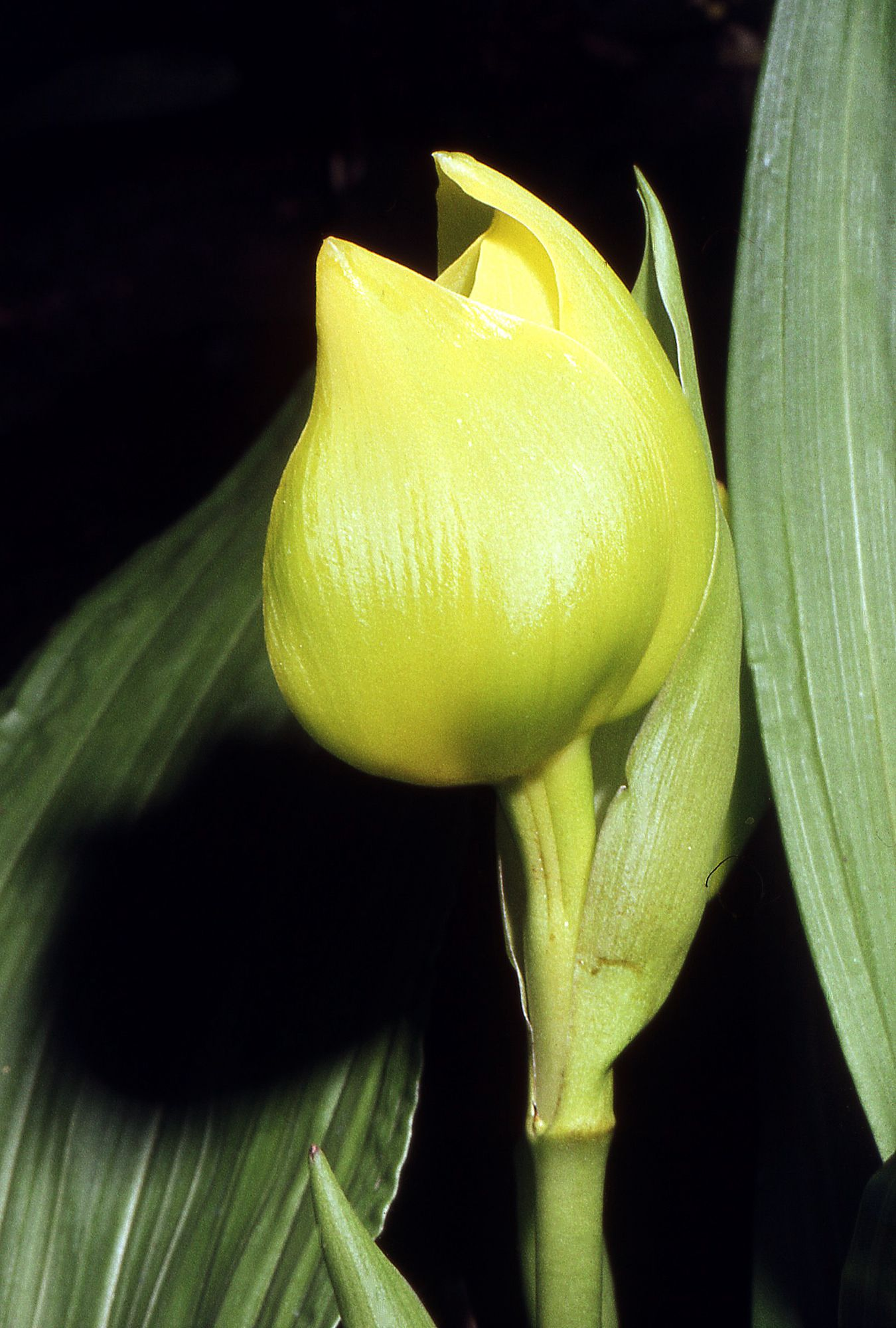
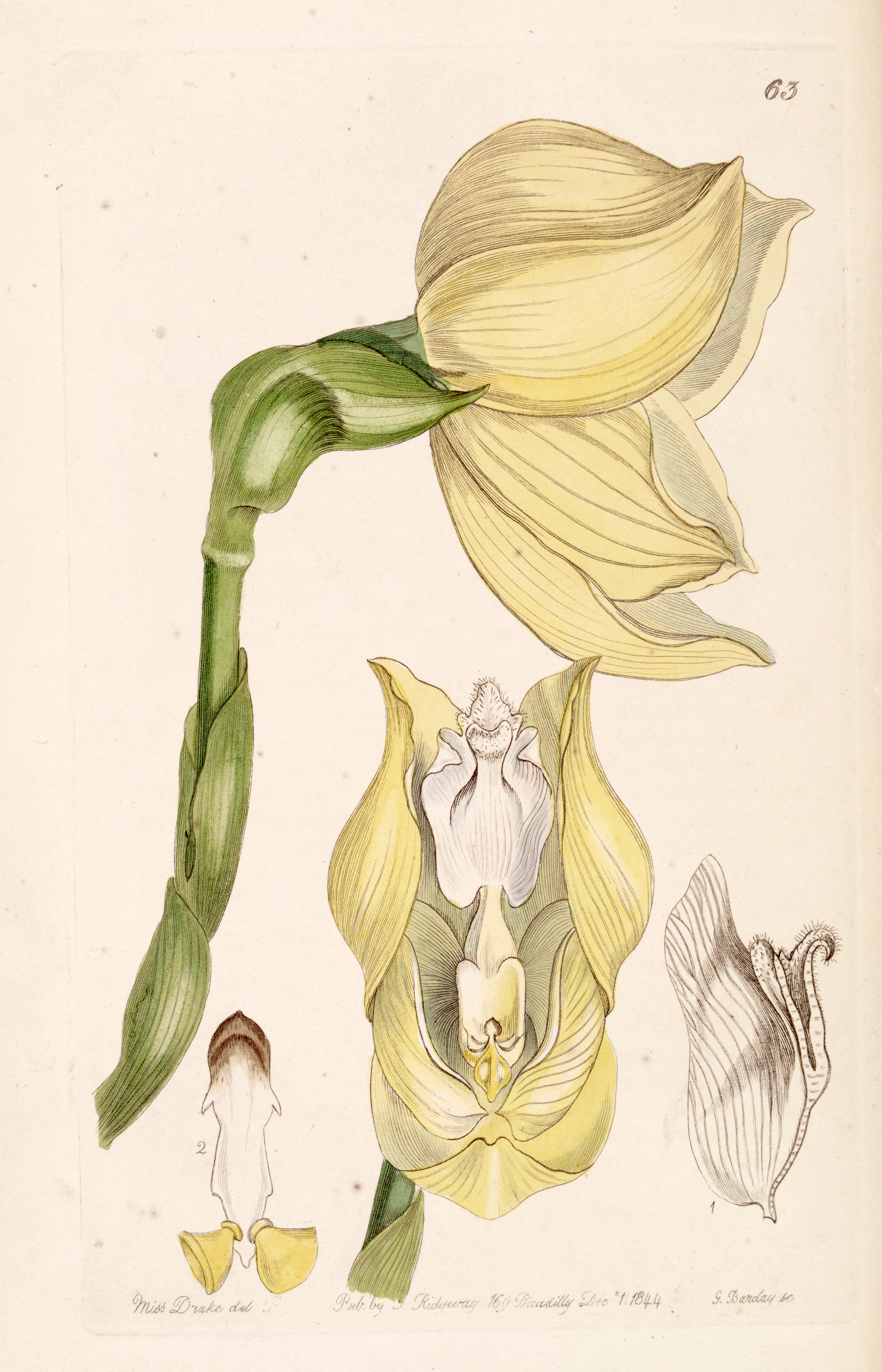